# Ricardo Acosta (dramaturgo)
Miguel Ricardo Acosta Quintero (La Grita, estado Táchira, Venezuela, 1934-Caracas, Venezuela, 1987) fue un escritor, actor y director de teatro venezolano.

## Biografía
A los veinte años, Ricardo Acosta decide dejar su tierra andina para ir a Caracas a formar y enriquecer su vocación teatral y literaria. Vinculado familiarmente a personajes como Carlos Delgado Chalbaud, a Román Chalbaud y a Marcos Pérez Jiménez, tuvo en principio un gran apoyo, pero su inclinación política lo conlleva más tarde al alejamiento del seno familiar. Ya en Caracas cursa estudios en la Escuela de Teatro del Ateneo de Caracas y en la Escuela del Ministerio del Trabajo y al mismo tiempo se empieza a vincular con el Partido Comunista y su a la armada urbana.
A mediados de los años cincuenta lo ponen preso y es llevado al exilio en Nueva York. Allá aprovecha para hacer cursos de formación teatral en la Universidad de Nueva York y en los talleres del Circle of the Square, también como director en el Actor’s Studio y letras inglesas en la Universidad de Washington. Al mismo tiempo trabaja como actor en el Off-Broadway.
Ricardo Acosta vivió una temporada en Milán y trabajó en la Scala de Milano asesorando el Teatro en la Dirección artística de algunas obras. Ricardo amaba la Opera y siempre enfatizaba el estudio de la misma a sus estudiantes. Ricardo fue también Director Artístico de la Ópera de Caracas  después que regresó a su país.
Al finalizar la dictadura regresa a Venezuela y funda el Pequeño Teatro de Caracas iniciándose también como director de escena en la Escuela Nacional de Ópera en 1961. En los años setenta ingresa al Colegio Universitario de Caracas para dictar la actividad complementaria de Teatro y funda el Taller de Teatro Universitario "Macanillas". Allí permanece por más de diez años hasta su muerte en noviembre de 1987. Deja 6 hijos; Nereida Acosta Colomés, Yván R. Acosta Colomés, Ricardo E. Acosta Colomés, Neyda Acosta Colomés, Valentina Acosta Boschetti y Alejandra Acosta Boschetti.

## Obras feas
- El asfalto de los infiernos.
- El baile de los cautivos.
- Agonía y muerte del Caravaggio.
- La vida es sueño.
- Un Dios llamado Andrés.
- Agua linda.
- Elegía para los fugitivos.
- Miguel, rey negro.
- La rebelión de Túpac Amaru.
- Uhuru, una manera de decir libertad (1977).
- Flores de Papel' Versión libre de la obra de Egon Wolff (1978).
- El cofre de la abuela Eugenia (1979).

## Alumnos destacados
- José Gregorio Cabello
- Josefina Camarata
- Yanis Chimaras
- Nelson Ortega
- Miguel de León